# 방전

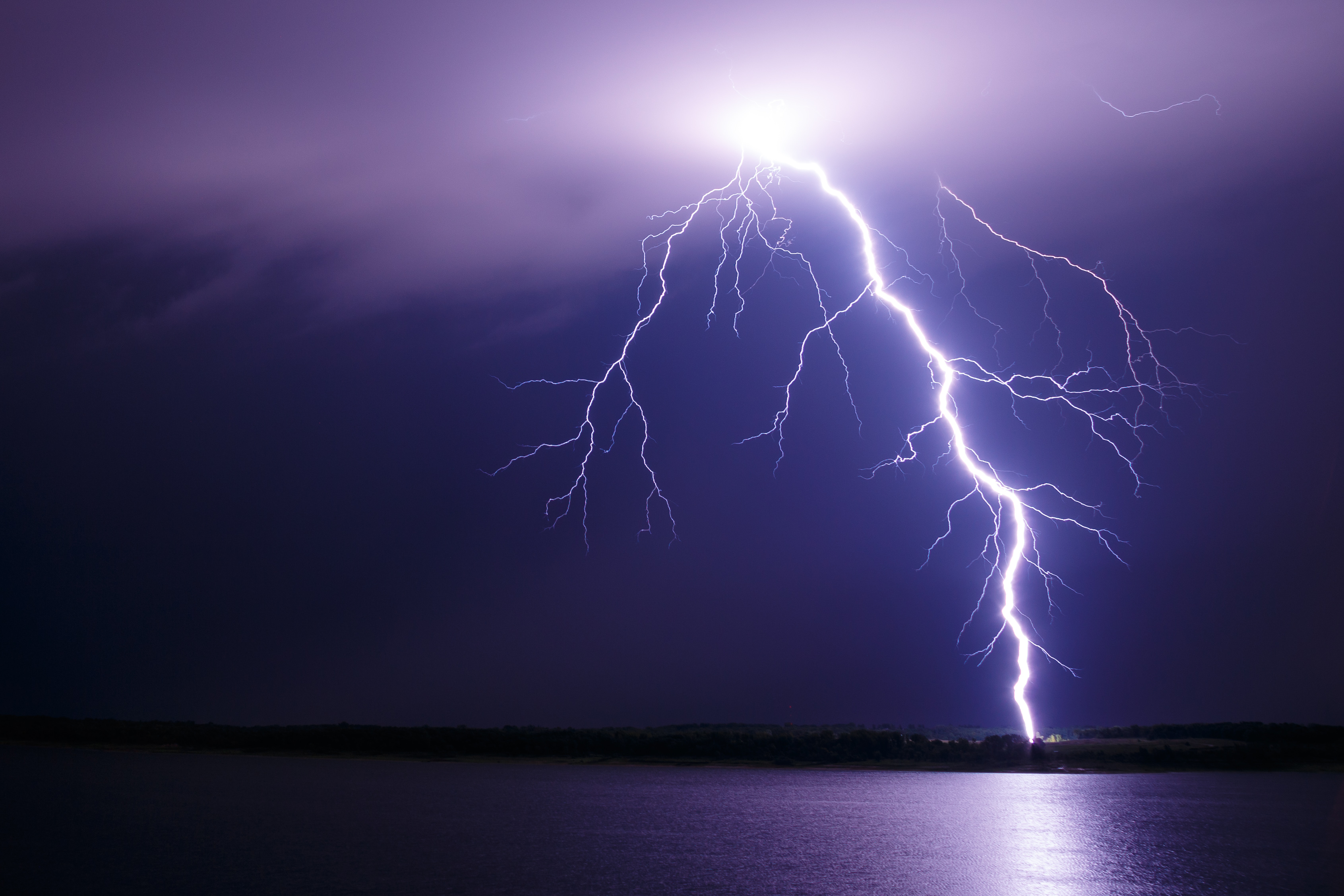

방전(放電, electrostatic discharge)은 일반적으로는 충전되어 있는 전지로부터 전류가 흐르는 현상을 말한다. 쉽게 말해 전지가 닳는 것을 말한다. 하지만 기체 등 전기가 거의 통하지 않는 것들이 강한 전기장 속에 있을 때, 절연성을 잃고 전류가 흐르는 현상을 말하는 경우가 많다. 방전 현상의 종류로는 기체 방전, 진공 방전, 글로 방전, 아크 방전, 코로나 방전등이 있다.

## 배터리의 방전
일반적으로 휴대 전화의 전지를 오랫동안 쓰기 위해서는 완전히 다 쓴 후에 다시 충전시켜야 한다고 알고 있지만, 이는 니켈-수은 전지나 니켈-카드뮴 전지에 한정된다. 최근의 휴대 전화에 쓰이는 전지는 대부분 리튬 이온 전지인데, 이것은 오랫동안 충전을 하지 않으면 내부의 충전액이 굳어 오히려 수명이 줄어들 수 있다.

## 좁은 의미의 방전 현상의 예
정전기가 많이 발생하는 겨울철에 문 등의 손잡이와 손 사이에서 불꽃(스파크)이 튈 수 있다. 이것이 바로 공기 중에서의 기체 방전의 한 종류이다. 그리고 아크 방전이 일어나면 흰색 불꽃이 생기는데 이것을 이용해 금속 용접을 하기도 한다. 번개와 오로라 같은 자연 현상들도 일종의 방전 현상이다. 번개는 서로 다른 전기를 띤 구름 사이에서 생기는 방전 현상이고, 오로라는 태양에서 방출된 전자등이 대기중의 입자와 부딪혀 빛을 내는 방전 현상이다.

## 같이 보기
- 방전깊이
- 전지